# Újszékely
Újszékely (románul Secuieni) falu Romániában, Hargita megyében.

## Fekvése
A Nagy-Küküllő jobb partján fekszik, a Küküllő menti dombvidék keleti részén, a Székelykeresztúri-medencében. Községközpont, melyhez Alsóboldogfalva és Székelyszenterzsébet települések tartoznak. Hargita megye legdélnyugatibb települése. Székelykeresztúr mezővárostól mindössze 6 km-re, Székelyudvarhely megyei jogú várostól pedig 32 km-re található. A településen a 13C jelzésű országút és a Héjjasfalva-Székelyudvarhely helyi érdekű vasútvonal halad keresztül.

## Története
A hagyomány szerint a falu régen a Küküllő mocsaras vidékén feküdt és Víztelek (SZOKL. VIII. 75.) volt a neve, majd 1500 körül áttelepedett és  Székelyújfalu lett. 1610-ben a falut a törökök felégették, ekkor költözött mai helyére, s Újszékely lett. 1910-ben 836 magyar lakosa volt.  A trianoni békeszerződésig Udvarhely vármegye székelykeresztúri járásához tartozott. Az 1968-as megyerendezést követően pedig Hargita megye részévé vált.

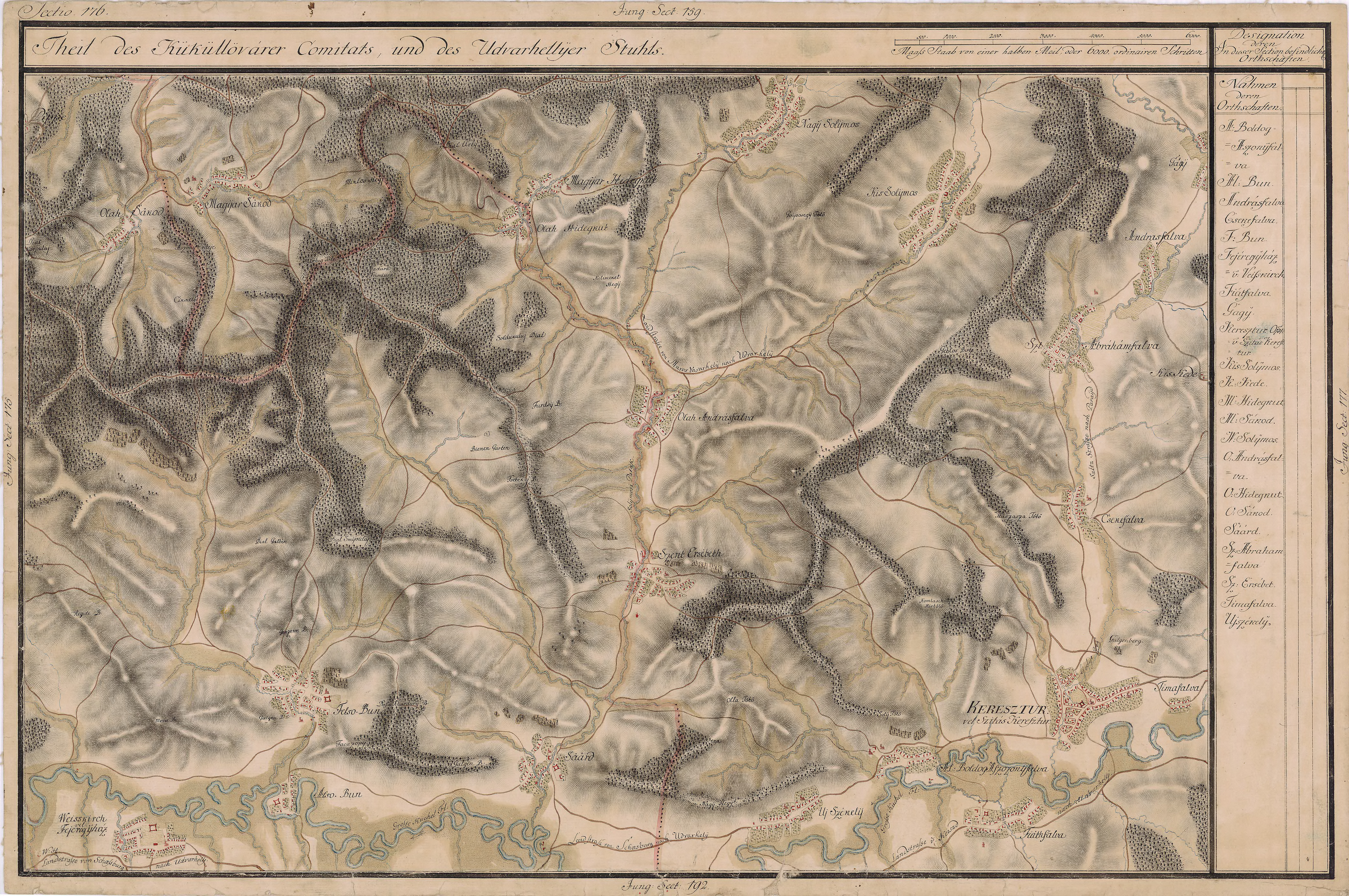
Újszékely

## Látnivalók
- Unitárius temploma 1812 és 1822 között épült az 1646-ban épített korábbi helyett.
- Református temploma 1847-ben épült a korábbi, 1639-ben az unitáriusoktól elfoglalt templom felhasználásával. Tornya 1872-ben készült el.
- Az I. világháborúban elesettek emlékműve.

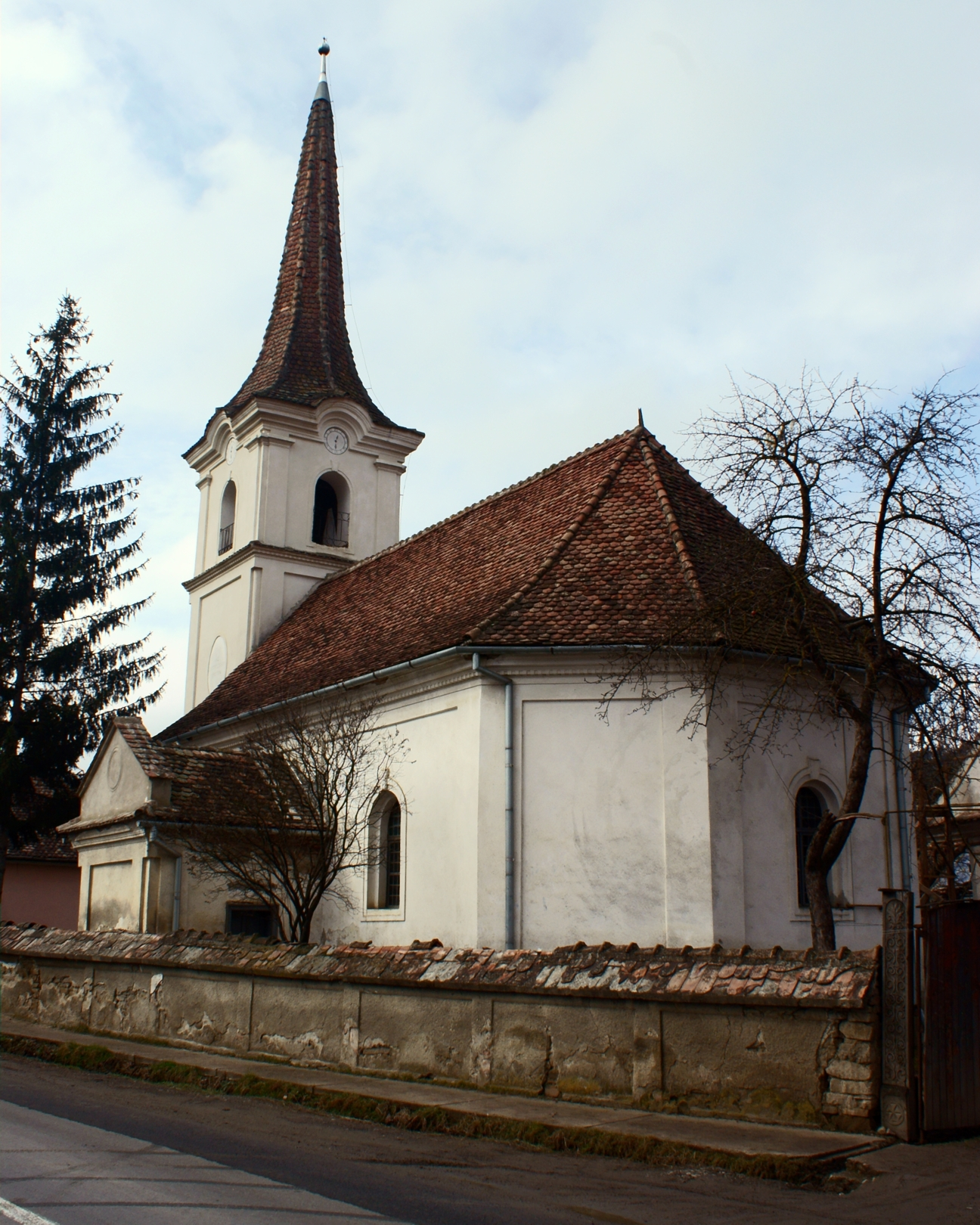
Unitárius templom
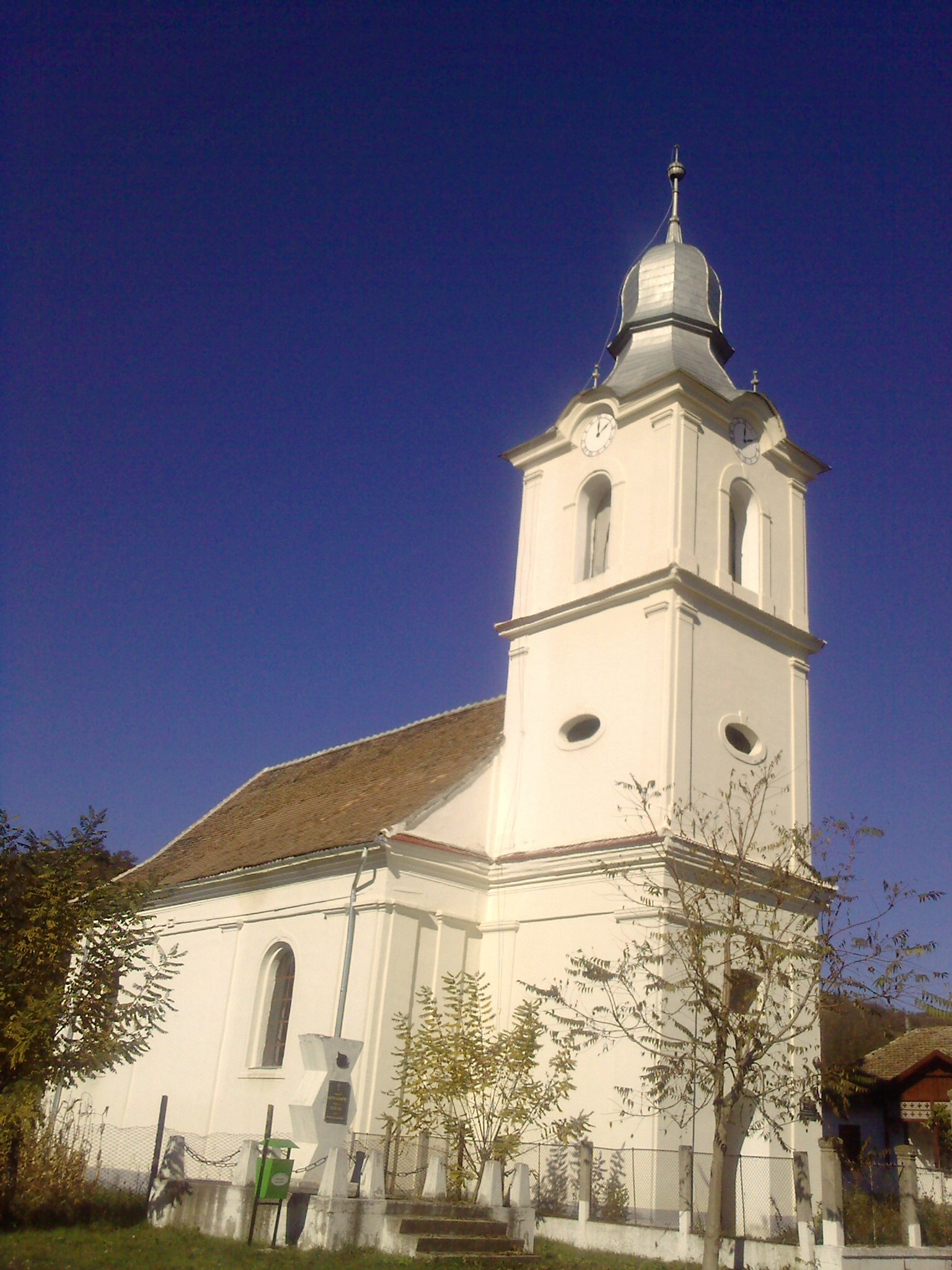
Református templom

## Híres emberek
- Révay Pál (1840-1903): író, református lelkész
- Raffaj Domokos (1842-1910): unitárius lelkész